# Condado de Baldwin (Alabama)
O Condado de Baldwin é um dos 67 condados do estado estadunidense do Alabama, localizado no sudoeste do estado, na Costa do Golfo. De acordo com o censo de 2022, a população era de 246.435 habitantes. A sede de condado é Bay Minette. O nome do condado é uma homenagem ao senador Abraham Baldwin, apesar de nunca ter vivido no que é agora o Alabama.
O governo federal dos EUA designou o Condado de Baldwin como a Área Metropolitana de Estatística de Daphne-Fairhope-Foley.
É o maior condado do Alabama em área e está localizado na parte ocidental da Baía de Mobile; parte de seu limite ocidental com o condado de Mobile é formada pelo Spanish River, um canal defluente de água salobra.

## História
O condado de Baldwin foi estabelecido em 21 de dezembro de 1809, dez anos antes do Alabama se tornar um estado. Anteriormente, o condado era parte do território do Mississippi até 1817, quando a área foi incluída no território separado do Alabama. A soberania foi dada ao Alabama em 1819.
Nos primeiros dias do condado de Baldwin, a cidade de McIntosh Bluff no Rio Tombigbee era a sede do condado (agora, ela está incluída no condado de Mobile, a oeste de Baldwin). A sede foi transferida para a cidade de Blakeley em 1810 e depois para a cidade de Daphne em 1868. Em 1900, por uma lei da legislatura do Alabama, a sede do condado foi autorizada para ser relocada para a cidade de Bay Minette; no entanto, a cidade de Daphne resistiu à relocação.
Para relocar a sede do condado para Bay Minette, os homens da cidade idearam um esquema. Para atrair o Xerife e seu delegado para fora de Daphne, os homens forjaram um assassinato. Enquanto a lei estava perseguindo o fictício assassino pelas altas horas, o grupo de homens de Bay Minette viajaram furtivamente pelos 27 km até Daphne, roubaram os registros do Tribunal do Condado de Baldwin e os entregaram para a cidade de Bay Minette, onde a sede do condado permanece. Um mural do New Deal, concluído por artistas da WPA durante a Grande Depressão, retrata o evento. Está pendurado no correio de Bay Minette.
Devido a sua proximidade com o Golfo do México, o Condado de Baldwin frequentemente suporta sistemas meteorológicos tropicais, incluindo ciclones. Nos anos recentes, o condado foi declarado uma área de desastre em setembro de 1979 pelos danos causados pelo furacão Frederic, em julho de 1997 pelo furacão Danny, em setembro de 1998 pelo furacão Georges, em setembro de 2004 pelo furacão Ivan e em agosto de 2005 pelo furacão Katrina.

### Controvérsia da bandeira em 2016
O Condado de Baldwin atraiu atenção nacional após o ataque a tiros no clube noturno Orlando por ser o único condado americano a se recusar a baixar as bandeiras a meio-mastro. Ambos o então presidente Obama, e o então governador do estado Robert Bentley haviam ordenado que todas as bandeiras fossem abaixadas imediatamente após o ataque, o qual se crê teve o objetivo de atingir especificamente a comunidade LBTQ. Citando o código da bandeira americana, o comissário do condado mencionou que "enquanto seu coração certamente se solidarizava pelas vítimas e suas famílias," o incidente "não encontra razão para o hasteamento a meio-pau", crendo-o inconsistente com o código.

## Geografia
De acordo com o censo, sua área total é de 5.250 km2, destes sendo 4.100 de terra e 1.130 (21,6%) de água. É o maior condado por área do Alabama e o 12º maior condado a leste do Rio Mississippi. É maior que o estado de Rhode Island.

### Condados adjacentes
- Condado de Monroe - nordeste
- Condado de Escambia - leste
- Condado de Escambia, Flórida - leste
- Condado de Mobile - oeste
- Condado de Washington - noroeste
- Condado de Clarke - noroeste

### Reconhecimento ambiental
Duas áreas separadas do Condado de Baldwin foram consideradas "Excelentes Águas do Alabama" pela Comissão de Gestão Ambiental do Alabama, que dirige o Departamento de Gestão Ambiental do Alabama. A partir de abril de 2007, apenas outras duas áreas no Alabama receberam aquilo que é o "maior status ambiental" no estado. Um porção de Wolf Bay e 68 km do rio Tensaw no norte do condado receberam esta designação. Funcionários acreditam que a "água pura" se tornará um importante destino de ecoturismo.

### Área de proteção nacional
- Bon Secour National Wildlife Refuge (parte)

## Transportes

### Principais rodovias
- Interstate 10
- Interstate 65
- U.S. Highway 31
- U.S. Highway 90
- U.S. Highway 98
- State Route 59
- State Route 104
- State Route 180
- State Route 182
- State Route 225
- State Route 287
- Baldwin Beach Express

### Aeroportos
- Bay Minette, 1R8, tem uma única pista 08/26 que é 5.497'
- Fairhope, 4R4, tem uma única pista 01/19 que é 6.604'
- Foley, 5R4, tem uma única pista 18/36 que é 3.700'
- Gulf Shores, JKA, tem duas pistas, 09/27 a 6.962' e 17/35 a 3.596'

Há inúmeros heliportos e aeroportos particulares no Condado de Baldwin. Considerável espaço aéreo militar cobre mais do condado e a baía e águas costeiras adjacentes.
Serviço comercial programado é do Aeroporto Regional de Mobile ou do Aeroporto Internacional de Pensacola.

## Demografia

### 2010
De acordo com o Censo dos Estados Unidos de 2010:
- 85,7% Brancos
- 9,4% Negros
- 0,7% Nativos americanos
- 0,7% Asiáticos
- 0,0% Havaianos nativos ou estadunidenses das ilhas do Pacífico
- 1,5% Duas ou mais raças
- 4,4% Hispânicos e latino-americanos (de qualquer raça)

Segundo o censo de 2010, havia 182.265 pessoas, 73.180 casas e 51.151 famílias residindo no condado. A densidade populacional era de 40 pessoas por quilômetro quadrado. Havia 104.061 unidades de alojamento a uma densidade média de 23/km2.
Havia 73.180 casas das quais 28.0% tinham crianças com idade abaixo de 18 anos, 54,5% eram casados vivendo juntos, 11.1% tinham uma chefe de família mulher sem marido e 30.1% eram não-famílias. 25,1% de todas as casas continham uma pessoa só e 10.2% tinham alguém com mais de 65 anos morando sozinho.
No condado a população espalhava-se em 23% com idade inferior a 18 anos, 10,6% de 18 a 24, 24,4% de 25 a 44, 28.3% de 45 a 64 e 16,9% com 65 anos de idade ou mais. A idade média era de 41,1 anos. Para cada 100 mulheres, havia 95.7 homens. Para cada 100 mulheres acima dos 18 anos havia 95,46 homens.
A renda média para uma casa no condado era de 40.250 dólares, e a renda média para uma família era de 47.028 dólares. Os homens tinham uma renda média de 34.507 dólares contra 23.069 dólares para as mulheres. A renda per capita do condado era de 20.826 dólares. 10,1% da população e 7,6% das famílias estavam abaixo da linha da pobreza. 13,1% daqueles abaixo dos 18 anos e 8,9% daqueles com 65 ou mais estavam vivendo abaixo da linha de pobreza.

### 2022
De acordo com o censo de 2022:
- População total: 246.435 habitantes
- Densidade: 45,5 hab/km²
- Residências: 132.300
- Famílias: 87.190
- Composição da população:
  - Brancos: 87,4%
  - Negros: 8,6%
  - Nativos americanos e do Alaska: 0,8%
  - Asiáticos: 1,1%
  - Nativos havaianos e ilhotas do Pacífico: 0,1%
  - Duas ou mais raças: 2%
  - Hispânicos ou latinos: 4,8%

## Educação
O Conselho de Educação do Condado de Baldwin orienta a maior parte da educação pública no condado. Várias escolas particulares e paroquiais também servem na área.

## Governo
O condado é governado por uma comissão de quatro membros, cada um eleito por distrito. Um xerife, um legista e um comissário da receita são eleitos em todo o condado. O xerife do Condado de Baldwin é Hoss Mack (R).

## Regiões
- Norte de Baldwin
- Costa Leste
- Centro de Baldwin
- Sul de Baldwin
- Sudoeste de Baldwin
- Leste de Baldwin

## Comunidades

### Cidades
- Bay Minette (sede)
- Daphne
- Fairhope
- Foley
- Gulf Shores
- Loxley
- Orange Beach
- Robertsdale
- Spanish Fort

### Vilas
- Elberta
- Magnolia Springs
- Perdido Beach
- Silverhill
- Summerdale

### Áreas censitárias
- Bon Secour
- Lillian
- Perdido
- Point Clear
- Stapleton
- Stockton

### Comunidades não-incorporadas
- Barnwell
- Battles Wharf
- Belforest
- Blacksher
- Bromley
- Carpenter's Station
- Clay City
- Crossroads
- Elsanor
- Fort Morgan
- Gasque
- Gateswood
- Hurricane
- Josephine
- Latham
- Little Riverr
- Malbis
- Marlow
- Miflin
- Montrose
- Oak
- Ono Island
- Oyster Bay
- Pine Grove
- Rabun
- Seacliff
- Seminole
- Swift
- Tensaw
- Yelling Settlement

### Cidades-fantasma
- Blakeley